# Babystag
De babystag is een van de onderdelen van de verstaging van de mast met als doel het overeind houden van de mast. Het is de stag die loopt van het midden van de mast naar een punt midden op het voorschip.
De babystag is een stag die uitsluitend voorkomt op moderne langsgetuigde schepen. Hij dient om de mast een bepaalde voor-buiging (prebend) te geven waardoor deze in zeegang minder zal buigen/terug buigen (pompen). De babystag kan evenals het achterstag zowel lopend als staand worden uitgevoerd. Samen bepalen ze de voorbuiging door de spanning te variëren. De mate van voorbuiging is van invloed op de vorm van het grootzeil (en aldus een trimmogelijkheid) en moet dus overlegd worden met de zeilmaker. De voorbuiging kan gecontroleerd worden door een val langs de mast te houden. Gezien de functie van het babystag is het niet bedoeld om er een voorzeil aan te voeren.

## Verstaging op voorschip
| 1 Stormfok 2 Voorstag 3 Fokkenval 4 Fokkenschoot 5 Babystag 6 Achterstag of hekstag 7 Zaling 8 Bakboord-zijstag 9 Stuurboord-zijstag |